# Le Plessis-l'Évêque
Le Plessis-l'Évêque là một xã ở tỉnh Seine-et-Marne, thuộc vùng Île-de-France ở miền bắc nước Pháp.

## Dân số
Inhabitants được gọi là Plessiépiscopiens.
Điều tra dân số năm 1999, xã này có dân số là 234.